# Newe Zohar
Newe Zohar (hebr.: נווה זוהר) – wieś położona w samorządzie regionu Tamar, w Dystrykcie Południowym, w Izraelu.
Leży nad południowo-zachodnim krańcu Morza Martwego. 3 km na północ znajduje się Hamme Zohar, miejscowość uzdrowiskowa ze źródłami mineralnymi (głównie siarkowymi), ważny ośrodek turystyczny z kąpieliskiem.

## Historia
Wioskę założono w 1964. Nazwa nawiązuje do biblijnego miasta Soar (Coar).

## Komunikacja
Przy wiosce przebiega droga ekspresowa nr 31  (Eszel ha-Nasi-Newe Zohar) oraz nr 90  (Taba-Metulla).

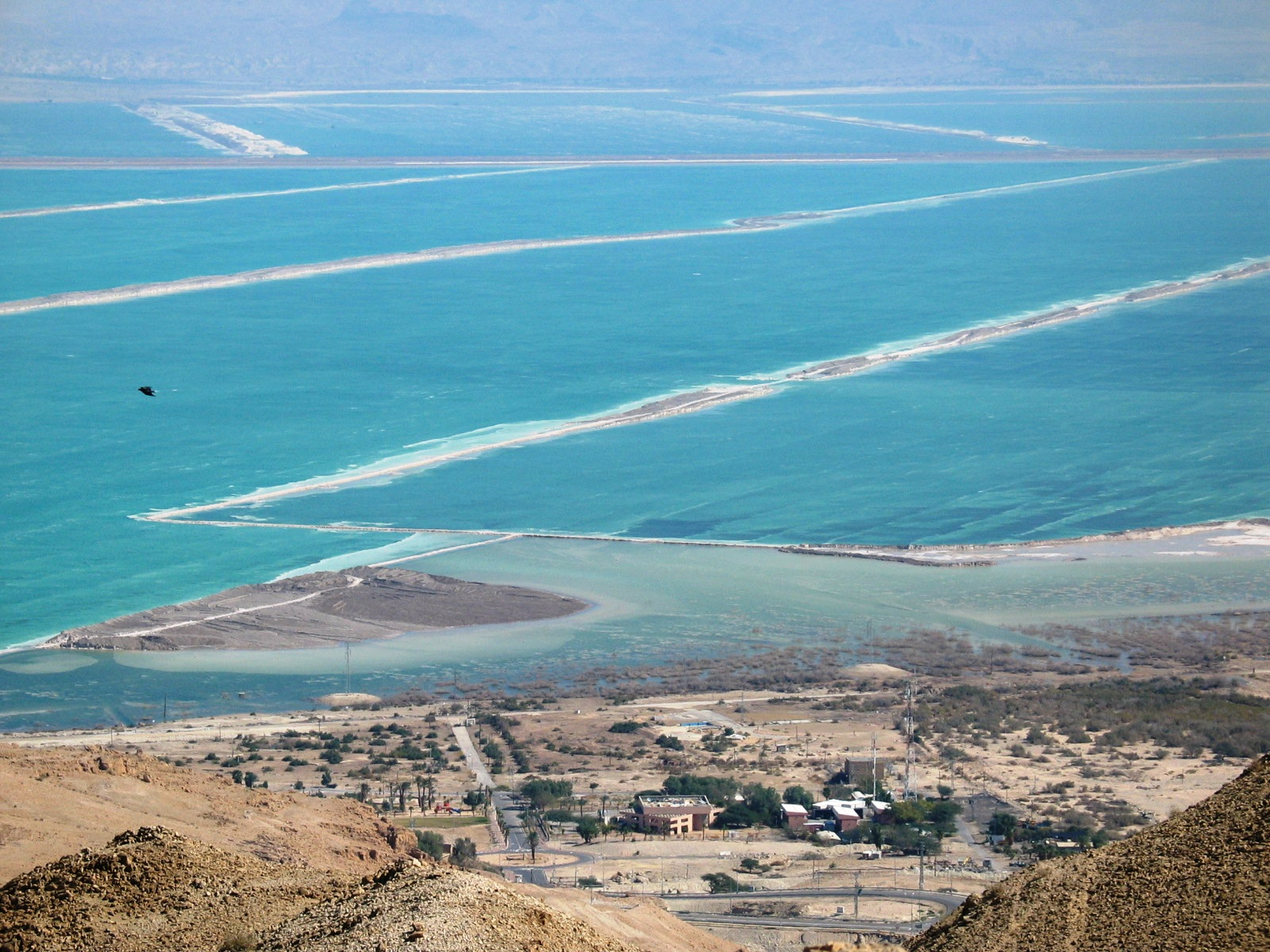
Widok na Newe Zohar